# Skeleton ai XIX Giochi olimpici invernali
Ai XIX Giochi olimpici invernali di Salt Lake City (Stati Uniti), vennero assegnati due titoli olimpici nello skeleton. Le gare si disputarono a Park City sulla pista dello Utah Olympic Park.

## Gare maschili

### Singolo
| Posizione | Nazione       | Atleta      | Tempo   |
| --------- | ------------- | ----------- | ------- |
| 1         | Jimmy Shea    | Stati Uniti | 1:41,96 |
| 2         | Martin Rettl  | Austria     | 1:42,01 |
| 3         | Gregor Stähli | Svizzera    | 1:42,15 |

## Gare femminili

### Singolo
La pista era lunga 1.140 m, con un dislivello di 78 m e 12 curve.
| Posizione | Nazione         | Atleta      | Tempo   |
| --------- | --------------- | ----------- | ------- |
| 1         | Tristan Gale    | Stati Uniti | 1:45,11 |
| 2         | Lea Ann Parsley | Stati Uniti | 1:45,21 |
| 3         | Alex Coomber    | Regno Unito | 1:45,37 |

## Medagliere
| Pos.   | Paese       | Oro | Argento | Bronzo | Totale |
| ------ | ----------- | --- | ------- | ------ | ------ |
| 1      | Stati Uniti | 2   | 1       | 0      | 3      |
| 2      | Austria     | 0   | 1       | 0      | 1      |
| 3      | Regno Unito | 0   | 0       | 1      | 1      |
| 3      | Svizzera    | 0   | 0       | 1      | 1      |
| Totale | Totale      | 2   | 2       | 2      | 6      |